# Autoweg

Verkeersbord autoweg in Nederland

Verkeersbord autoweg in België

Een autoweg is een weg die alleen toegankelijk is voor snelle motorvoertuigen. In Nederland zijn dat motorvoertuigen waarmee ten minste 50 kilometer per uur kan en mag worden gereden.
Op een autoweg mag niet gekeerd of achteruit gereden worden. Stilstaan zonder verkeerstechnische noodzaak is ook niet toegestaan. De inrichting van een autoweg verschilt behoorlijk per geval. Sommige autowegen hebben een middenberm tussen de rijbanen, andere niet. In de middenberm kan een barrière geplaatst zijn om het verkeer op beide rijbanen te scheiden. Soms zijn er vluchtstroken, maar meestal zijn er alleen vluchthavens. Het verkeer op een autoweg kan te maken krijgen met kruisend verkeer, maar de aansluitingen kunnen ook ongelijkvloers zijn zoals bij autosnelwegen. In dat laatste geval zijn afritten wel krapper opgezet, zodat men hier met de snelheid rekening moet houden. De maximumsnelheid ligt in de meeste landen tussen die van een autosnelweg en een normale gebiedsontsluitingsweg.
Autowegen met een enkele rijbaan kunnen relatief onveilig zijn, omdat verkeer de rijstrook van de tegenligger mag gebruiken om in te halen. In praktijk kan dit alleen bij goed (over)zicht, wanneer de tegenliggende rijstrook over een grote afstand leeg is, en wanneer de inhaalmanoeuvre vlot kan worden uitgevoerd. Tegenliggers hebben immers potentieel eveneens een hoge snelheid, die regelmatig onderschat wordt. De kans op een frontale botsing is hierdoor relatief hoog.
In Nederland is de maximumsnelheid op een autoweg buiten de bebouwde kom, tenzij anders aangegeven, 100 km/h. Binnen de bebouwde kom is dat meestal 70 km/h.
In België is er geen specifieke snelheidsregeling voor een autoweg. De gewone snelheidsregeling is van toepassing: binnen de bebouwde kom 50 km/h en daarbuiten 90 km/h, behalve in het Vlaams gewest waar 70 km/h geldt. Bij gescheiden rijbanen en minimaal 2 rijstroken per rijrichting geldt 120 km/h.
Ook Duitsland kent geen specifieke snelheidsregeling voor autowegen. In beginsel geldt de maximumsnelheid voor buiten de bebouwde kom, 100 km/h. Als de weg over fysiek gescheiden rijbanen beschikt geldt het snelheidsregime voor autosnelwegen, dus indien niet anders aangegeven een adviessnelheid van 100 km/h. Vaak wordt een maximumsnelheid aangegeven.

## Autowegen in de Nederlandse wegcategorisering

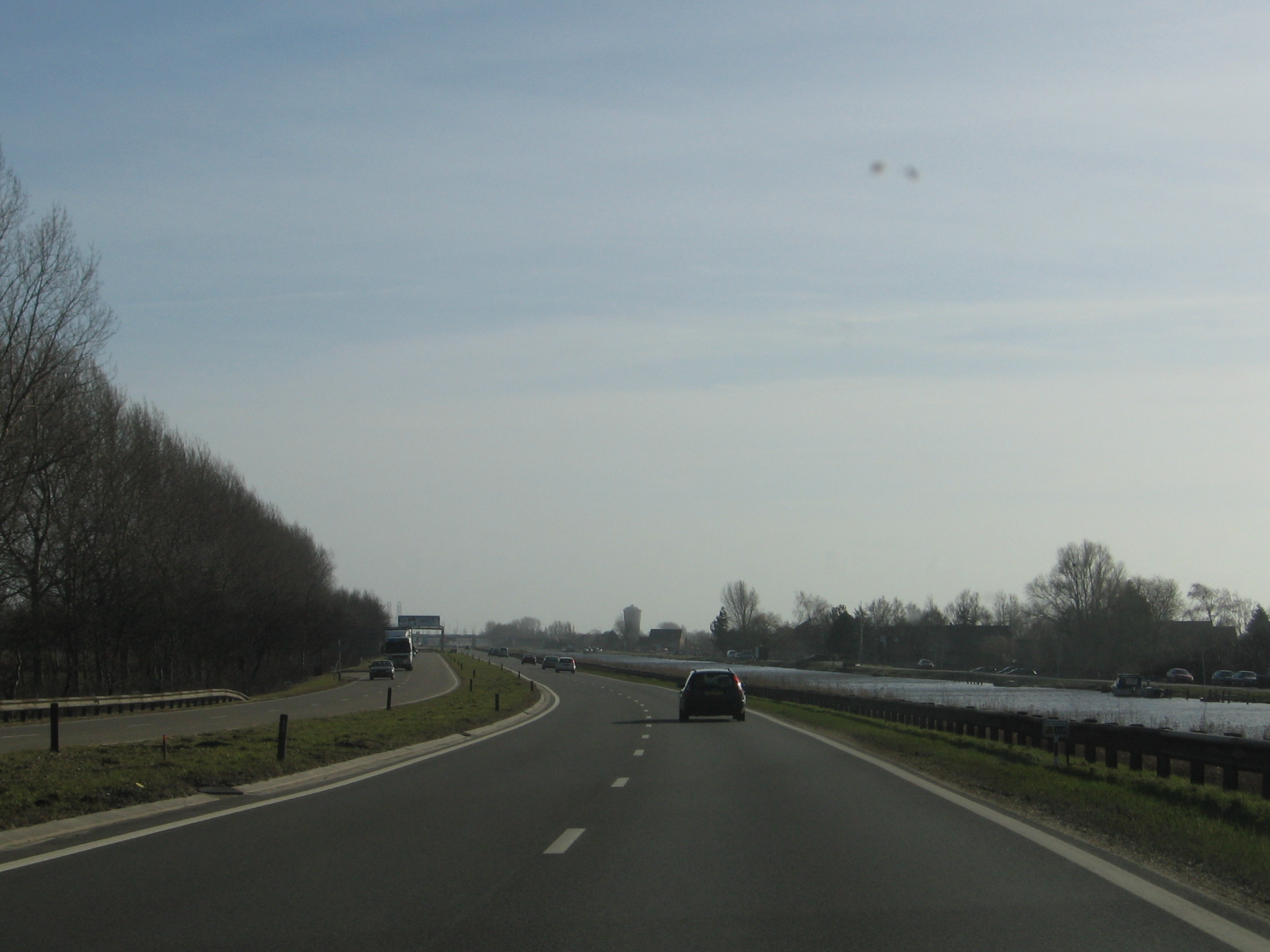
N246 nabij Assendelft: 2×2-strooks autoweg met fysiek gescheiden rijbanen

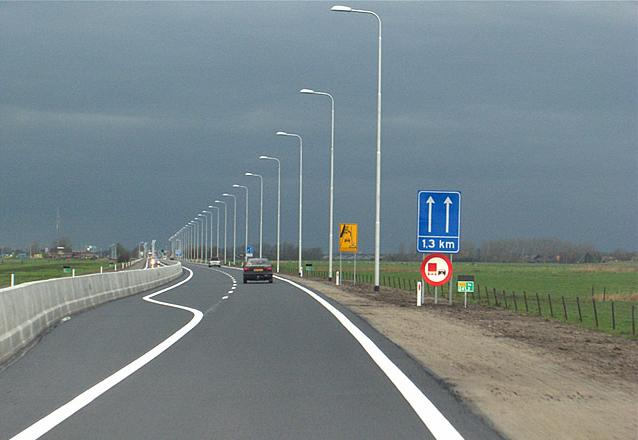
N50 bij Zwolle: 'Duurzaam Veilig' ingerichte autoweg (regionale stroomweg), uitgevoerd als driestrooksweg met fysiek gescheiden rijbanen

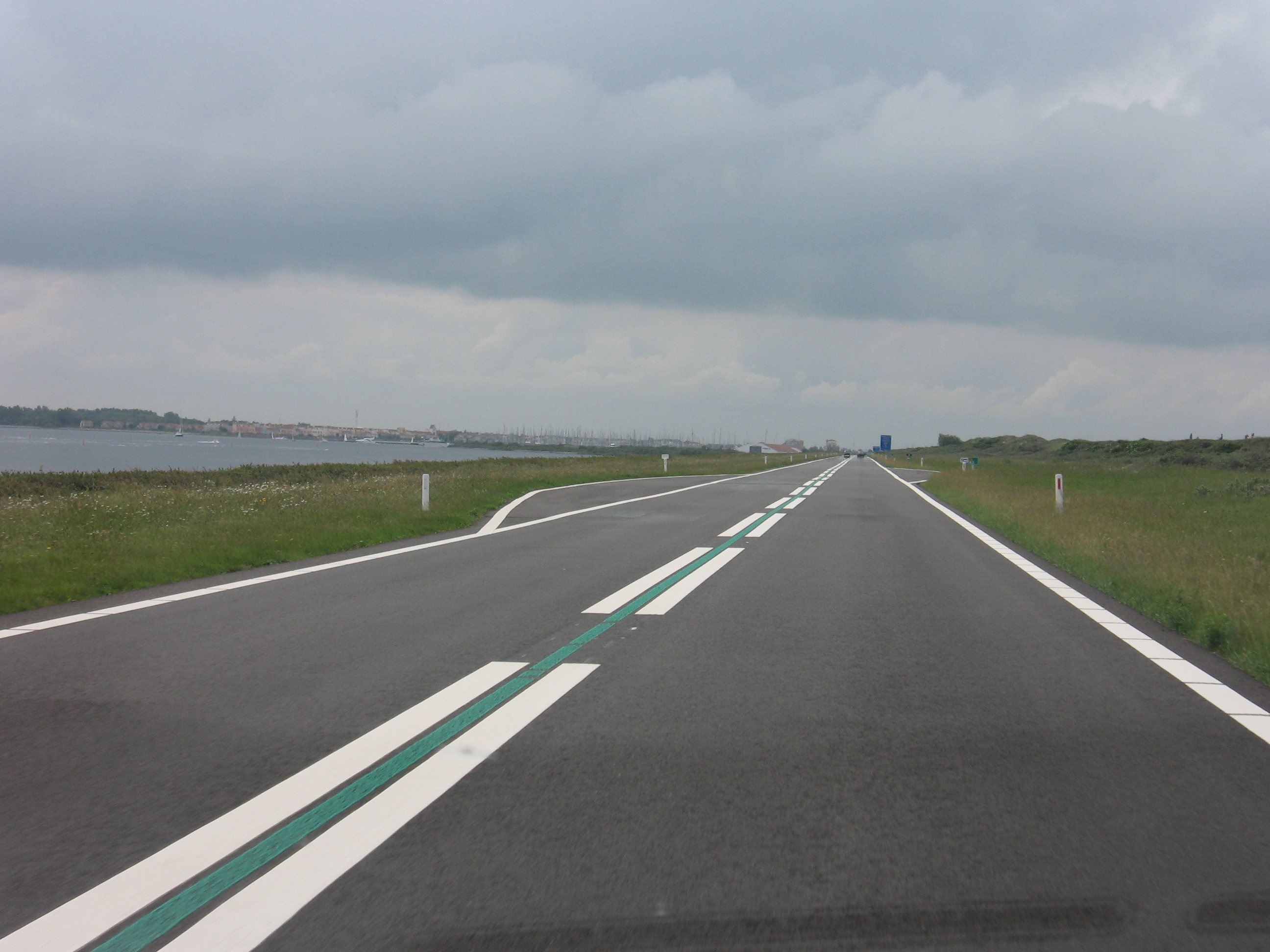
Autoweg die nog niet is omgebouwd tot 'duurzaam veilige' regionale stroomweg, maar met dubbele asmarkering met groene vulling ter vergroting van de herkenbaarheid ten opzichte van 80 km/h gebiedsontsluitingswegen

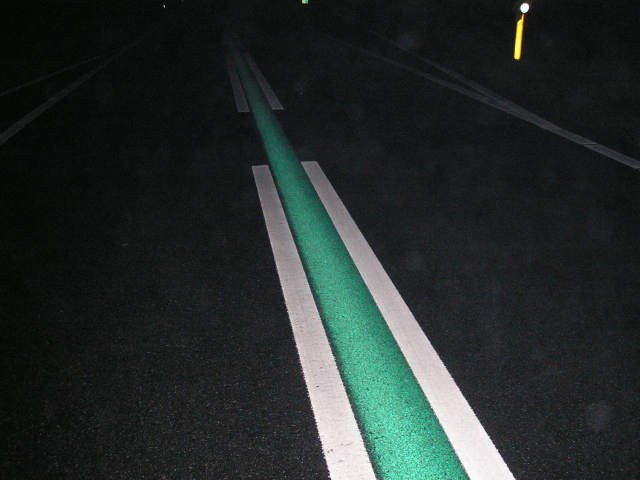
Onderbroken dubbele asmarkering met groene vulling, inhalen is hier dus nog steeds toegestaan maar wordt op deze wijze enigszins ontmoedigd.

Tot 1990 kende men in Nederland de benamingen 'autoweg' en 'autoweg met gescheiden rijbanen en ongelijkvloerse kruisingen'. De laatste heet sindsdien 'autosnelweg' en is dus geen autoweg meer.
In Nederland worden wegen sinds ongeveer 2000 gecategoriseerd aan de hand van de Duurzaam Veilig-visie. Autowegen worden meestal gecategoriseerd als regionale stroomweg, gezien de overeenkomst in maximumsnelheid (100 km/h) en functie (doorstroming). Regionale stroomwegen moeten volgens de Duurzaam Veilig-visie voorzien zijn van fysiek gescheiden rijbanen en ongelijkvloerse kruisingen. De huidige autowegen lopen uiteen van 2x2-strooks wegen met vluchtstrook (zoals de N3 bij Dordrecht en de N348 bij Brummen) tot enkelbaans wegen met enkel een rijstrookmarkering als rijrichtingscheiding (deze treft men voornamelijk aan in het noordoosten van Nederland). Bovendien kunnen, in tegenstelling tot autosnelwegen, kruisingen gelijkvloers zijn, eventueel zelfs met verkeerslichten.
Hierdoor zijn de huidige autowegen qua wegbeeld als zodanig moeilijk herkenbaar, aangezien sommige autowegen qua wegbeeld nauwelijks verschillen van een autosnelweg, terwijl andere autowegen zich qua wegbeeld nauwelijks onderscheiden van 80 km-wegen.
Om de herkenbaarheid ten opzichte van 80 km-wegen te vergroten, worden autowegen, die (nog) niet kunnen worden omgebouwd tot een regionale stroomweg met gescheiden rijbanen en ongelijkvloerse kruisingen, voorzien van een nieuwe wegmarkering.
Zulke wegen krijgen een:
- ononderbroken kantmarkering (rechts van de rijstrook);
- dubbele asmarkering met groene vulling (links van de rijstrook), die fungeert als een virtuele middenberm om inhalen te ontmoedigen.

## Autowegen in Nederland
- Randweg Eindhoven, parallelrijbanen
- Maastricht, parallelrijbanen/bovenste buizen Koning Willem-Alexandertunnel van de A2 door Maastricht
- Randweg Dordrecht tussen de A16 en de Wantijbrug
- Ring Sneek-Zuid, Ring Groningen-Zuid
- Ring Alkmaar-Zuid/-West
- Leiden - Bodegraven
- Den Haag[1]
- Knooppunt Ressen - Bemmel[2]
- Maasvlakte - Oostvoorne
- Groenlo - Enschede
- Knooppunt Westerlee - Maasdijk Oost
- Knooppunt Julianaplein - Aansluiting 39 Groningen-Zuid
- Knooppunt Zurich - Harlingen en Marssum - Drachten
- Knooppunt Werpsterhoek - Wirdum
- Knooppunt Assen - Eemshaven
- Witte Paal - Knooppunt De Punt
- Zwolle - Wijthmen en Enschede - grens (Gronau)
- Almelo/Wierden - Ommen
  - Almelo/Vriezenveen, Oosterweilandweg (tot 1996 onderdeel van de N36)
- Groningen - Eemshaven
- N36 - Knooppunt Hoogeveen
- Knooppunt Hattemerbroek - Knooppunt Emmeloord
- Brielle - Stellendam, Oosterscheldekering - Veerse Gatdam en tracé langs Middelburg
- Knooppunt Hooipolder
- Grevelingendam - Knooppunt Hellegatsplein
- Sluiskil - Schoondijke
- Knooppunt Stelleplas - Zelzate
- De Kooy - Van Ewijcksluis
- Hoofddorp - Schiphol-Rijk
- Halfweg - Amsterdam
- Cruquius - Uithoorn
- Ring Hoofddorp (Zwaanshoek) - Knooppunt Rottepolderplein (A9) - Haarlem
- Noordwijk - Katwijk
- Ring Utrecht-Noord
- Knooppunt Kooimeer - Ind. Overdie, Alkmaar-Centrum (N243/N244) - Heerhugowaard-Zuid (N508) en Oude Niedorp - Kolhorn/Aartswoud
- De Rijp - Purmerend
- Ring Alkmaar en Sint Pancras - Noord-Scharwoude (N504)
- Westzaan - Wormerveer
- Middelburg - Sloehaven
- Kats - De Banjaard
- Grevelingendam - Sint Philipsland
- N62 - Fort Ferdinandus
- Waalwijk - Tilburg
- Tilburg - Hilvarenbeek
- A270 - Helmond
- 's-Hertogenbosch - Veghel
- Baexem - Roermond en A73 - grens Duitsland (A52)
- Knooppunt Ten Esschen - Simpelveld
- Nuth - Kerkrade
- N305 - Nijkerkerbrug
- Lelystad (A6) - Harderhaven
- Ind. Stichtsekant (Almere) - Dronten
- Hoorn - Bovenkarspel, Enkhuizen - Lelystad (Houtribdijk) en Lelystad - Dronten
- Culemborg - Rijswijk
- Druten - Knooppunt Ewijk
- Echteld - Beneden-Leeuwen
- Knooppunt Velperbroek - Arnhem-Zuid
- Ind. Bijsterhuizen - Nijmegen (A73)
- Laren - aansluiting A1
- Brummen (N348) - Zutphensestraat
- Brummen - N345
- Oosterwolde - Makkinga
- Leeuwarden - Quatrebras
- Nijega - Dokkum
- Lemmer - Deinum (m.u.v. Galamadammen Akwadukt)
- Oudkerk - Dokkum en Dokkum-Zuidoost - Lauwersoog
- Veendam - Rütenbrock (Duitsland)
- Blijham - Veele
- Ring Groningen-Noord/-West
- De Lichtmis (aansluiting A28) - Nieuwleusen, Nieuwleusen - Balkbrug en Balkbrug - Slagharen
- Emmen - Drachten
- Beetgumermolen - Marsum (A31/N31)
- Hoogezand - Siddeburen
- Emmen - Ter Apel
- Delft-Zuid - Zoetermeer
- Ring Alkmaar-Noord
- Sint Philipsland - N658 (Oud-Vossemeer)
- Oesterdam
- Ring Almere Knooppunt Gooimeer - Almere Buiten-Oost
- (Tussenring)
- A6 - Swifterbant
- Leur - Nederasselt
- Garijp - Bergum
- Rotterdam, Maastunnel en Vaanweg
- Rotterdam, Bosdreef
- Amsterdam, Amstelstation - A9 (Gooiseweg)
- Amsterdam, Piet Heintunnel
- Amsterdam, Ring Amsterdam - IJtunnel (Nieuwe Leeuwarderweg)
- Den Haag, Hubertustunnel/Hubertusviaduct - Professor B.M. Teldersweg
- Utrecht, Waterlinieweg
- Maastricht, Noorderbrug
- Enschede, Westerval
- Eindhoven, Tilburgseweg
- Eindhoven, John F Kennedylaan - A50 Knooppunt Ekkersweijer

## Trivia
- De Long Island Motor Parkway wordt beschouwd als de eerste auto(snel)weg ter wereld.[3]